# Lothar Friedrich von Hundheim
Freiherr (?) Lothar Friedrich von Hundheim oder Hontheim (* 26. September 1668; † 25. Oktober 1723) war ein Oberamtmann, General-Kriegskommissar, Staatsminister („Etatsminister“) und Diplomat der Kurpfalz.

## Herkunft
Lothar Friedrich von Hundheim wurde als Sohn des metternichschen Amtmanns von Neckarsteinach geboren. Seine Eltern waren Johann Wilhelm von Hontheim (* 19. Januar 1630; † nach 1685), der dort 1677 und 1685 urkundlich belegt ist, und Maria Elisabeth von Schönberg. Seine Großeltern waren der kurtrierische Geheimrat Johann Wolfgang (von) Hontheim (* 27. April 1588; † 23. Januar 1641) und (⚭ 1626) Margarethe Morbach († 17. Mai 1633). Sein Bruder war Philipp Karl von Hundheim.
Die Ruine (Burgstall) einer Höhenburg unbekannten Namens, die um 1200 aufgegeben wurde und modern Burg Hundheim genannt wird, liegt bei Neckarhausen, etwa drei Kilometer flussaufwärts von Neckarsteinach auf der hessischen Seite. Dabei handelt es sich jedoch nicht um den ursprünglichen Stammsitz der Familie von Hundheim. Die von Hundheim entstammen einer Trierer bzw. Eifeler Ministerialenfamilie Hontheim, die 1622 geadelt worden war. Die von Hontheim (Hundheim) besaßen gemeinschaftlich mit den von Anethan die Burgen von Densborn in der Vulkaneifel.
Der Trierer Weihbischof Johann Nikolaus von Hontheim (1701–1790) war der Sohn eines Cousins von Lothar Friedrich von Hundheim und führte dasselbe Wappen.

## Leben
Lothar Friedrich von Hundheim war von 1694 bis 1710 kurpfälzischer Amtmann zu Dilsberg. Er wurde auch zum Oberamtmann von Kreuznach bestellt. Im Oktober 1696 wurde er zum kurpfälzischen Regierungsrat mit Sitz- und Stimmrecht und noch vor 1700 zum Kriegsrat ernannt. Er ließ sich in den Ämtern Dilsberg und Kreuznach zumeist von Amtsverwesern vertreten.
1697/98 waren Hundheim und Regierungsrat Johann Heinrich Violät als Katholiken sowie der reformierte Regierungsrat Johann Matthias Haumüller von Mühlenthal Mitglieder einer sogenannten „Admodiationskommission“, die das linksrheinische Kirchengut in der Kurpfalz zwischen den Konfessionen aufteilen sollte.

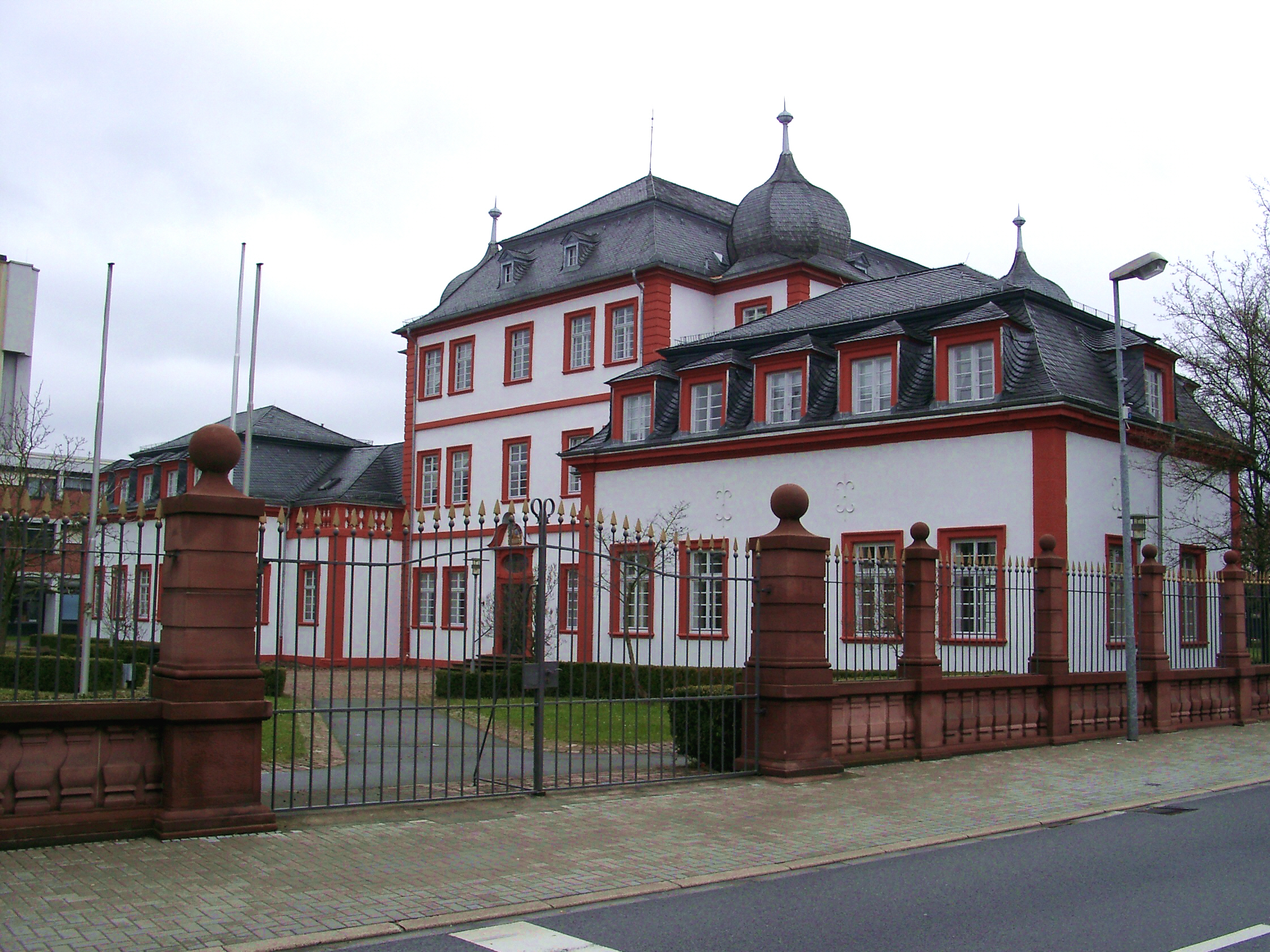
Ilvesheimer Schloss, um 1700; die Seitenflügel wurden 1750 und 1773 angebaut

1698 kaufte Lothar Friedrich von Hundheim Ilvesheim, Lützelsachsen, Hornbach und Kreidach von ihrem Pfandherren Graf Johann Jakob von Hamilton († 1717) und wurde 1700 von Kurfürst Johann Wilhelm von der Pfalz (1658–1716) damit belehnt. Um 1700 ließ er auf den Grundmauern der 1689 zerstörten Erlenburg Schloss Ilvesheim neu erbauen, vermutlich von Johann Adam Breunig (* um 1660; † 1727). 1714 ließ Hundheim das Ilvesheimer Dorf-Weistum von 1595 und 1606 erneuern.
Auf Anregung des Festungsbauingenieurs Platzmajor Francisco de Robiano schlug Hundheim dem Kurfürsten Johann Wilhelm 1699 vor, die Festungsbauten in Mannheim zur Kostensenkung künftig nicht mehr freihändig zu vergeben, sondern an „General-Entrepeneure“ zu versteigern; die öffentliche Versteigerung fand 1700 statt.
1701 legte Hundheim im Namen des Kurfürsten zusammen mit dem Speyerer Weihbischof Peter Cornelius Beyweg (1670–1744) den Grundstein für die St. Rochus-Kirche (um 1839 niedergelegt) des Kapuzinerklosters in Mannheim. Er wohnte in dieser Zeit in Heidelberg, wo auch mindestens eines seiner Kinder geboren wurde.
Im März 1702 nahm Hundheim für die Kurpfalz am kurrheinischen Kreistag in Frankfurt am Main teil. Während der Kreis bisher eine neutrale bzw. frankreichfreundliche Politik verfolgt hatte, schwenkte er jetzt durch den von Hundheim vertretenen pfälzischen Kurfürsten auf die Seite des Kaisers. In Frankfurt wurden in der Anfangsphase des Spanischen Erbfolgekrieges (1701–1714) der Beitritt zur Haager Allianz und die Aufnahme des Österreichischen Kreises beschlossen, die Aufnahme des Bayerischen Kreises dagegen abgelehnt. Anschließend unterzeichnete Hundheim noch im selben Monat als Vertreter des Kurrheinischen Kreises die Bündnisvereinbarung von vier Reichskreisen auf dem „Nördlinger Assoziationstag“.
Von Graf Joseph Philibert von Lechrain erwarb Hundheim 1702 Eppstein und 1705 als ehemals Obersteinsche Lehen Besitztümer im heutigen Rheinhessen und das halbe Gericht Edigheim. 1707 übernahm er die sogenannte „Herrenschäferei“ – den bis dahin pfalzgräflichen Schafhof – in Seckenheim mit Weiderechten in der Gemarkung Neckarau.

### General-Kriegskommissar und Diplomat in Düsseldorf

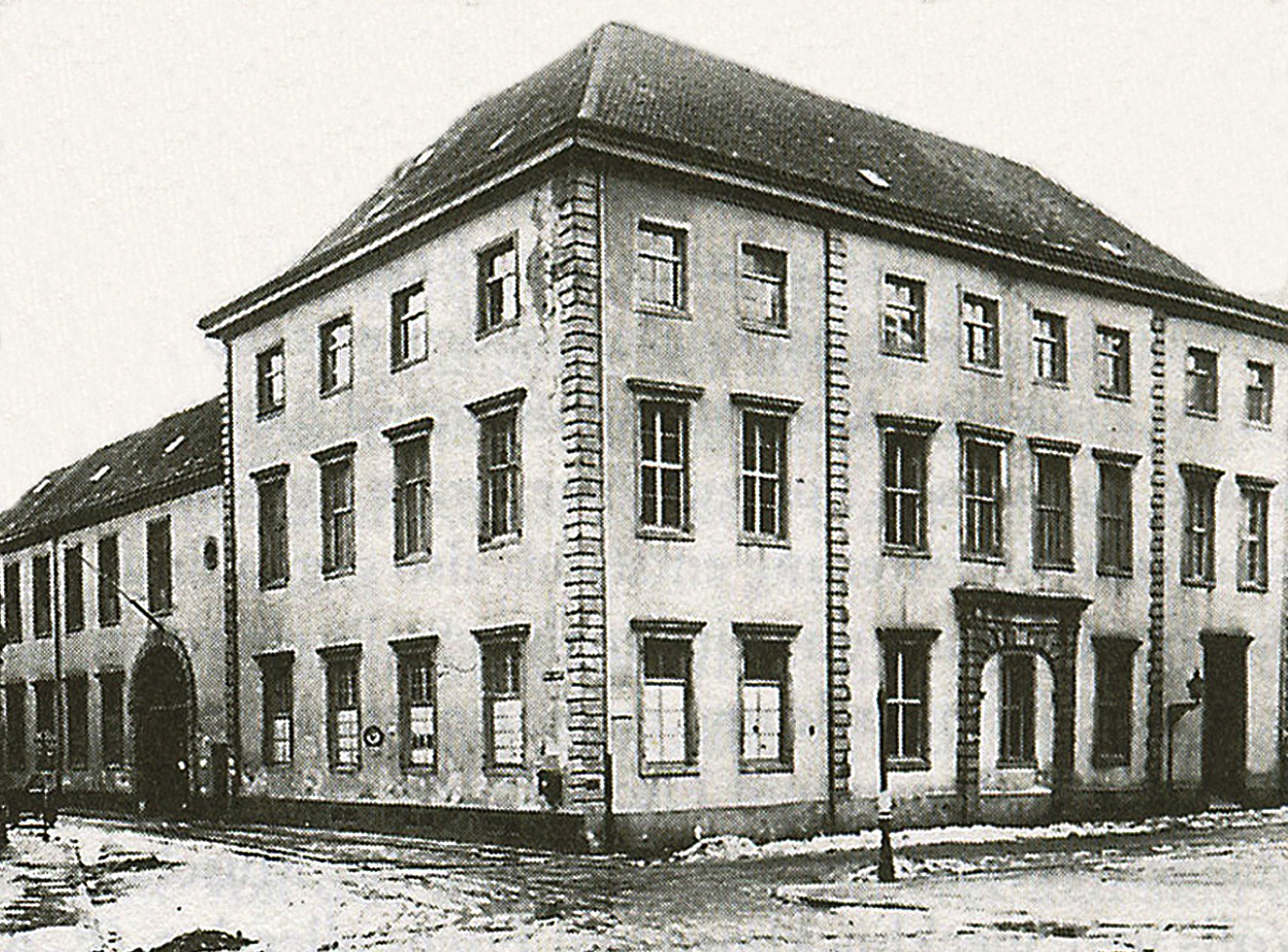
Hondheimsches Palais in Düsseldorf, Aufnahme von 1909

Von 1703 bis 1716 war Hundheim General-Kriegskommissar in Düsseldorf. Das 1709 bis 1713 von Matteo Alberti († 1735) erbaute General-Kriegskommissariat nahm die gesamte Südseite der Hafenstraße (heute: Akademiestraße) am alten Berger Hafen ein. Nach Schließung der kurpfälzischen Behörden in Düsseldorf erwarb Lothar Friedrich von Hundheim das Anwesen. Die Kurpfalz kaufte es 1773 von der Familie Hundheim zurück. Bis zu seiner Zerstörung 1944 wurde es als „Hondheimsches Palais“ bezeichnet.
1705 führte der Diplomat Johann Christoph von Urbich (1653–1715) in Düsseldorf unter anderem Gespräche mit dem einflussreichen Rat Hundheim, um Kurfürst Johann Wilhelm zur Zustimmung für die Anbahnung einer Ehe zwischen Elisabeth Christine von Braunschweig-Wolfenbüttel und dem späteren Kaiser Karl VI. von Habsburg zu bewegen.
Am 22. März 1709 schloss Lothar Friedrich von Hundheim für die Kurpfalz in Köln einen Unterstützungsvertrag mit dem kaiserlichen Oberkommandierenden der Alliierten im Spanischen Erbfolgekrieg, Prinz Eugen von Savoyen (1663–1736).
Conrad Reiser († nach 1750) aus Schnaittach widmete Hundheim 1710 seine juristische Disputations-Schrift Difficilis conditionum materia Juridicè expensa. In der Zueignung wird Hundheim unter anderem als „Commendatorus in Waldeck“ bezeichnet.
1711 amtierte Lothar Friedrich von Hundheim einige Monate in Düsseldorf und im Schloss Schwetzingen kommissarisch als Reichsvizekanzler, als Kurfürst Johann Wilhelm nach dem Tod von Kaiser Joseph I. von Habsburg (17. April) das Amt des Reichsvikars wahrnahm. Nach Gesprächen in Düsseldorf zwischen Eugen von Savoyen und Johann Wilhelm von der Pfalz Anfang Mai 1711 begleitete Hundheim den Prinzen im Auftrag des Kurfürsten auf seiner Weiterreise mit der „Yacht“ nach Den Haag, um mit ihm die Stellung der Truppen abzusprechen. Am 12. Oktober 1711 nahm Freiherr von Hundheim mit der kurpfälzischen Delegation im Kaiserdom St. Bartholomäus zu Frankfurt am Main an der Wahlhandlung von Karl VI. zum römisch-deutschen Kaiser teil. Hundheim und der kurmainzische Großhofmeister Johann Philipp von Stadion-Warthausen (1652–1741) loteten einem Austausch der Ämter und Orte Hirschhorn und Budenheim aus, der jedoch nicht zu Stande kam.
Mit dem Gesandten der Spanischen Niederlande, Hofkanzler Graf Philipp Ludwig Wenzel von Sinzendorf (1671–1742), schloss er am 29. Dezember 1711 für die Kurpfalz den Vertrag von Frankfurt am Main über die Herrschaft Obergeldern. In ihm war ein Tausch der pfälzischen Besitzungen in Italien, die durch die Heiraten mit Anna Katharina Konstanze von Polen-Litauen (1619–1651) und Schweden und Anna Maria Luisa de’ Medici (1667–1743) an Jülich-Berg bzw. an Pfalz-Neuburg gelangt waren, gegen Erkelenz und Viersen vorgesehen. Die beiden Delegationen trafen sich in Frankfurt anlässlich der Kaiserkrönung von Karl VI. 
Mit dem preußischen Gesandten Gustav von Mardefeld (1664–1728) verhandelte Hundheim 1711/12 in Ilvesheim und Düsseldorf über die Umsetzung der Kurpfälzischen Religionsdeklaration in der zur Kurpfalz gehörenden Grafschaft Sponheim.

### Verhandlungen zu den Friedensschlüssen von Utrecht und Rastatt
1712 bis 1713 war Hundheim kurpfälzischer Gesandter auf dem Friedenskongress in Utrecht. Das Angebot des englischen Unterhändlers Lord Thomas Strafford (1672–1739), Kurfürst Johann Wilhelm von der Pfalz gegen die Abtretung der Oberpfalz an das Kurfürstentum Bayern den Königstitel und die Herrschaft über Sardinien zu verschaffen, lehnte er ab. Während der Belagerung von Freiburg im Breisgau führte Hundheim im Oktober 1713 in Biesheim ein Geheimgespräch mit dem französischen Marschall Claude-Louis-Hector de Villars (1653–1734) und dem elsässischen General-Intendanten Félix Le Peletier (1663–1723), seigneur de La Houssaye, in dem beiderseitig die Bereitschaft zu Friedensverhandlungen ausgelotet wurde.
Lothar Friedrich von Hundheim reiste mit Staatsminister Johann Christoph Beckers (* 1666; † nach 1714) zu Westerstetten nach Mainz, Metz und Straßburg und verhandelte zwischen Prinz Eugen und Villars. Hundheim wirkte entscheidend mit bei den Vorverhandlungen zum Frieden von Rastatt und wurde auf Wunsch von Marschall Villars von Prinz Eugen in der Endphase der Verhandlungen auch selbst nach Rastatt gerufen. Der Friede wurde am 6. März 1714 geschlossen.
In der Folgezeit bemühte sich Lothar Friedrich von Hundheim, der Kurpfalz, die ihre Truppen zunächst in der Oberpfalz stehen ließ, ein „Äquivalent“ für den Truppenrückzug zu verschaffen. Als kurpfälzischer „Extraordinair Ambassadeur“ (Sonderbotschafter) versuchte er 1714 in Wien, im Austausch gegen die Oberpfalz Luxemburg oder das Oberquartier Geldern für die Kurpfalz zu gewinnen. Dies führte zu einer Konvention zwischen Frankreich und Österreich, die die Generäle Léonor Marie du Maine du Bourg (1655–1739) und Hubert Dominik Graf de Saix, Baron d’Arnant (* um 1653; † 1729), am 8. Januar 1715 in Straßburg schlossen.
1715 wurde Hundheim als Nachfolger des Freiherrn Philipp Konstanz von Gise (1644–1722) zum Hofkanzler oder „Ober-Cantzlar“ ernannt. Der Düsseldorfer Jurist Ludolf Heinrich Hake (* 1677; † nach 1720) widmete ihm, dem Geheimrat und Obristkämmerer Graf Adam von Diamantstein († 1730) sowie dem Hofkammerpräsidenten und jülich-bergischen Kanzler Freiherr Johann Friedrich II. von Schaesberg (1663/64–1723) in diesem Jahr die Schrift Dicaelogica De Duobus Contractibus Realibus … Scholiis.

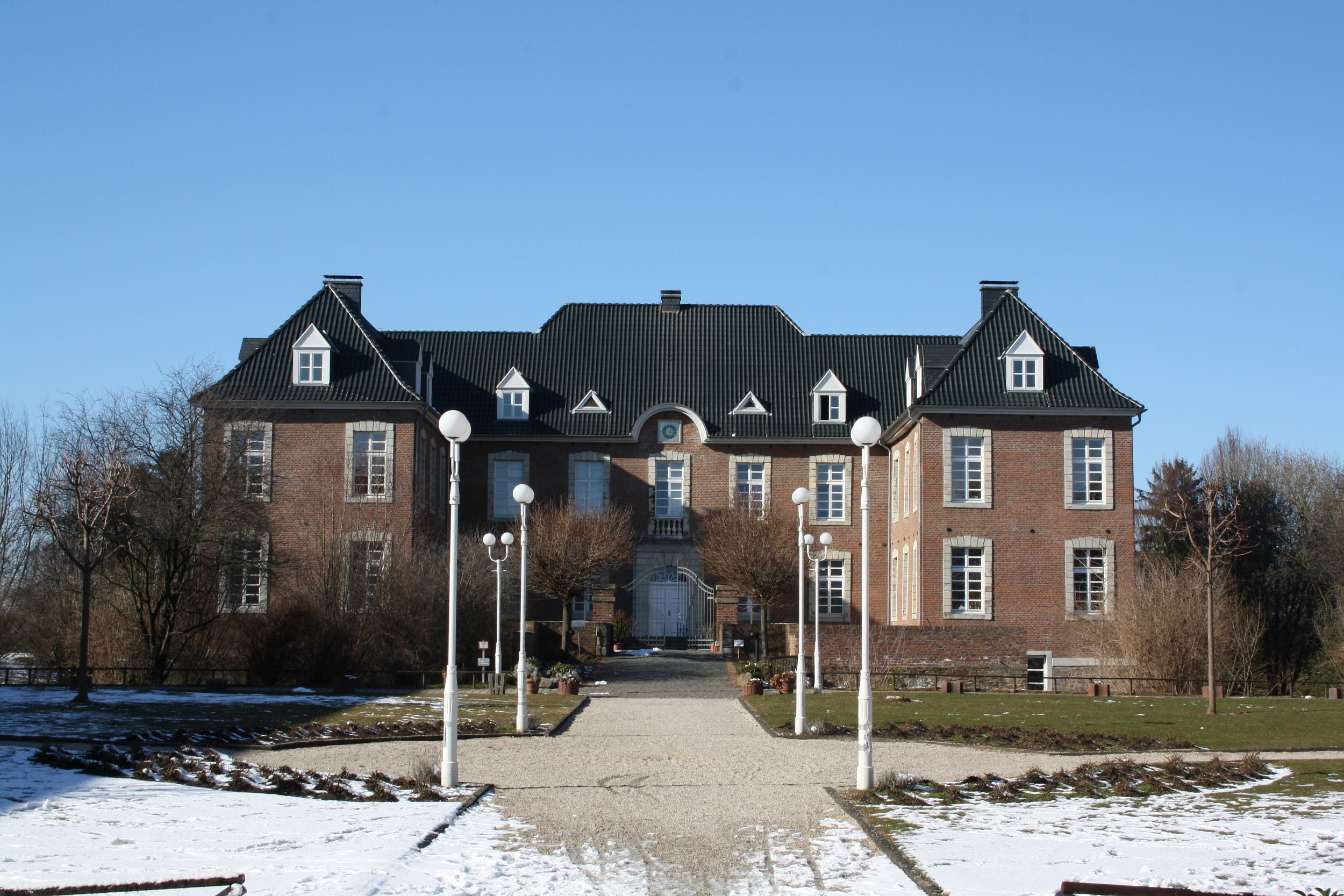
Schloss Gelsdorf, Herrenhaus

Im März 1716 wurde Hundheim von Kurfürst Johann Wilhelm als Herzog von Jülich und im Dezember 1716 von Erzbischof Joseph Clemens von Köln mit der zweiherrischen Herrschaft Gelsdorf belehnt, zu der auch Ipplendorf gehörte. Er hatte den Besitz von den Grafen Ludwig Peter (1674–1750) und Julius August (1680–1753) von der Marck-Schleiden-Saffenberg erworben. Lothar Friedrich von Hundheim ließ 1716/17 das Schloss Gelsdorf im spätbarocken Stil errichten. Seine Erben veräußerten die Herrschaft 1737 für 63.000 Gulden Rheinisch an den pfälzischen Hofkanzler Jakob Tillmann von Hallberg (1681–1744).
Am 24. Mai 1716 vertrat Lothar Friedrich von Hundheim den schwer erkrankten Johann Wilhelm von der Pfalz als Pate bei der Taufe eines Mitglieds der Familie Süss-Oppenheimer aus Heidelberg auf den Taufnamen „Johann Wilhelm“ in der Düsseldorfer Schlosskapelle. Im Juni 1716 unterzeichneten Hundheim und Geheimrat Freiherr Sigismund von Bevern (1673–1738) zu Landsberg die Dokumente über das Ableben des Kurfürsten.

### Staatsminister in Heidelberg und Mannheim
In Düsseldorf bildete Johann Wilhelms Nachfolger Karl III. Philipp von der Pfalz (1661–1742) am 21. November 1716 eine Interimsadministration, der Hundheim als Staatsminister angehörte. Hundheim wurde als „Kriegsminister“ (General-Kriegskommissar) von Graf Edmund Florenz von Hatzfeldt-Wildenburg-Weisweiler (1674–1757) abgelöst. Als „Geheimer Etatsminister“ und „Conferenz-Minister“ nahm er im Wesentlichen die Aufgaben eines Finanzministers wahr. Die kurpfälzischen Behörden wurden von Düsseldorf nach Heidelberg bzw. Mannheim (1720) verlegt.
1717 wurden Hundheim, der pfälzische Hofkanzler Jakob Tillmann von Hallberg und der österreichische Regierungskanzler Freiherr Johann Engelhard von Coreth (1658–1724) bei einer Abendgesellschaft in Neuburg, die der Obrist-Jägermeister Freiherr Carl Sigmund von Tänzl zu Trazberg ausgerichtet hatte, von Geheimrat Heinrich Franz Xaver von Wiser (1665–1749) angegriffen. Er warf ihnen Untreue bei den Verhandlungen über die Abtretung der Oberpfalz vor: „Man sollte dem Freiherrn v. Hundheim das Wort: Aequivalent mit Gold auf die Stirne brennen“. Wiser wurde von Kurfürst Karl III. Philipp in Monschau unter Arrest gestellt und reagierte mit der Veröffentlichung einer Schmähschrift. Der Reichshofrat verurteilte Wiser 1721 zu einer Geldstrafe von 1.000 Dukaten. Außerdem musste er bei Hundheim Abbitte leisten. Kurfürst Karl Theodor besuchte Heinrich Franz Xaver von Wiser, als er angeblich 82 Jahre alt und seit 32 Jahren in Haft war.
Lothar Friedrich von Hundheim, Kurfürst Karl Philipp und Minister von Hatzfeldt beteiligten sich 1718 an einer neuen Gewerkschaft der Silber- und Bleibergwerke Wildberg und Heidberg. Der Kurfürst, der sich von Mai 1717 bis August 1718 in Neuburg aufhielt, besuchte Hundheim im August 1718 zusammen mit Ludwig VIII. von Hessen-Darmstadt (1691–1768) und Obrist-Hofkämmerer Johann Ferdinand von Sickingen (* um 1664; † 1719) zu einem Jagdausflug in Ilvesheim, bei dem 60 Hirsche gestreckt wurden.
Lothar Friedrich von Hundheim vermittelte 1720 in einem Streit zwischen dem preußischen Gesandten Philipp Reinhold von Hecht (1677–1735) und dem englischen Gesandten James Haldane (1692–1742) mit dem kurpfälzischen Obrist-Stallmeister von Velen, der beiden als Protestanten die Gestellung von Karossen und Pferden verweigert hatte. 1721 beauftragte Kurfürst Karl Philipp Hundheim und Obristkämmerer Domherr Heinrich Wilhelm von Sickingen (1674–1757), ein Sparprogramm zu erarbeiten, um zehn neue Regimenter aufstellen zu können.
In Mannheim überließ der Kurfürst Hundheim das Quadrat GG (Hof IV) in der Nähe des Schlosses (heute: A3). Es wurde von seinen Nachkommen an die Familie von Babo verkauft. 1722 erwarb Lothar Friedrich von Hundheim von der Familie Horneck von Weinheim aus Ingelheim den Straßenheimer Hof, den seine Erben 1746 verpfändeten. In Ladenburg waren die Hundheim im Besitz der Botzheimischen Güter. 1724 kaufte seine Witwe Barbara Theresia für 1.800 Gulden die dortige Pflastermühle. Als Lothar Friedrich von Hundheim 1723 starb, soll er ein Vermögen von 500.000 Gulden, eine „halbe Tonne Goldes“, hinterlassen haben.
Hundheims Nachfolger als Staatsminister wurde Reichsfreiherr Johann Heinrich Hermann von Kageneck (1668–1743), dem auch der Vorsitz der „HofCameral-Conferenz“ übertragen wurde.
1728 verpfändete Damian Emerich von Metternich-Müllenark für 48.000 Gulden Neckarsteinach an Hundheims Witwe. Diese legte auch Kapital bei den Bankiers Moses und Emanuel Mayer Reinganum an – Neffen von Lemle Moses Reinganum –, das offenbar bald verloren war. Außenstände in Höhe von 15.000 Gulden bestanden auch bei dem Obristen von Sternenfels. Die Familie geriet zunehmend in finanzielle Schwierigkeiten und sah sich zum Verkauf verschiedener Besitztümer genötigt.

## Familie
Lothar Friedrich von Hundheim war verheiratet (⚭ vor 1698) mit [Barbara Maria] Theresia von Silbermann (* um 1675/85; † zwischen 1730 und 1737), Freifrau zu Straß und Holzheim, einer Tochter von Gottfried Ignaz von Silbermann (1645–1691) zu Straß, Pfleger in Burgheim, und (⚭ 1674) Maria von Müller zu Adolfingen, verwitwete Itter, und Nichte der Frau des kurpfälzischen Hofkanzlers von Wiser. Ihre Kinder waren:
1. Ferdinand [Philipp] von Hundheim (* 1698; † Mitte November 1775 in Mannheim), erstgeborener Sohn,[34] Herr zu Ilvesheim, Lützelsachsen, Ippendorf, Hornbach, Kreidach, Eppstein und Ettingen, 1724 mit Gelsdorf belehnt, 1724 und/oder 1740 kurpfälzischer Vogt in Heidelberg, 1750 Obrist-Silberkämmerling, nahm 14 mennonitische Flüchtlingsfamilien aus der Schweiz in Eppstein auf (1752), 1755 bis 1775 Obrist-Küchenmeister in Mannheim, 1760 Oberamtmann zu Germersheim, 1769 Träger des kurpfälzischen Löwenordens, führte chemische oder alchemistische Experimente durch,[54] ⚭ 1730 Maria Franziska Freiin Raitz von Frentz zu Schlenderhan (* 1703; † zwischen 1730 und 1736);[55] ihre Tochter
  1. Theresia von Hundtheim (* nach 1730; † um 1784/85), lebte in Mannheim, setzte Hofkammerrat Freiherr Franz von Wrede zu Mielinghausen zu ihrem Universalerben ein[56]
2. Maria Franziska von Hundheim (* um 1695/1703; † nach 1759),[57] heiratete (⚭ vor 1730) den kurmainzischen Kämmerer und Oberforstmeister Freiherr [Franz] Adalbert von Schleiffras († 1757/59)
3. Maria Anna von Hundheim (≈ 10. Dezember 1702 in Heidelberg)
4. Johann Gottfried von Hundheim (≈ 8. August 1704 in Düsseldorf; † als Kind)
5. [Adam] Friedrich (Fritz) von Hundheim (≈ 7. Oktober 1705 in Düsseldorf; † nach 1737), unter Vormundschaft wegen Geistesschwäche[34]
6. Polexina [Elisabeth] von Hundheim (≈ 12. November 1706 in Düsseldorf; † nach 1737), 1737 unverheiratet
7. Franz [Moritz] von Hundheim (≈ 25. September 1708 in Düsseldorf; † um 1755), 1737 „erster großjähriger Hr Bruder“ von Ferdinand Philipp,[34] 1726 immatrikuliert in Heidelberg, 1729 in Leiden („Dusseldorpiensis, 22“ Jahre alt, Jurastudium), 1734 kurpfälzischer Vogt in Heidelberg, Oberamtmann zu Kreuznach, 1743 Oberamtmann zu Germersheim
8. Carl Ludwig von Hundheim (≈ 14. Juni 1711 in Düsseldorf, † 17. Juni 1777 in Seyboldsdorf),[58] lebte mit seinen Eltern seit etwa 1720 in Mannheim, 1726 immatrikuliert in Heidelberg, 1729 in Leiden („Manheimensis, 30 (= 20)“ Jahre alt, Jurastudium), 1735 Hofrat in Neuburg, 1740 Pfleger zu Konstein, erwarb die Pflege Seyboldsdorf von Freiherr Carl Ignaz Tänzel zu Trazberg (1696–1769)
9. Theresia [Eleonora] von Hundheim (≈ 21. Februar 1714 in Düsseldorf; † nach 1767?), sie oder ihre Nichte lebte 1767 unverheiratet in Mannheim[59]
10. Johann Andreas von Hundheim (* um 1715/18 in Düsseldorf; † zwischen November 1735 und 1737), 1734 bis 1735/36 immatrikuliert in Heidelberg („Joan. Andreas von Hunthumb, jur. cand., Dusseldorpiensis“), mehrfach bei der Universität wegen Schulden verklagt
11. Isabella [Florentina] von Hundheim (≈ 18. März 1716 in Düsseldorf; † nach 1767), lebte 1767 unverheiratet in Mannheim[59]
12. Josepha Augusta von Hundheim (≈ 29. Januar 1719 in Heidelberg)
13. Karl [Philipp] von Hundheim (* 1721; † 20. August 1774), 1739 immatrikuliert in Heidelberg, 1740 Baccalaureat, 1766 Regierungsrat, Oberappellationsgerichtsrat in Mannheim, ⚭ 1762 mit Friederike Katharina geb. von Geispitzheim (1737–1805), verwitwete von Geispitzheim[60]

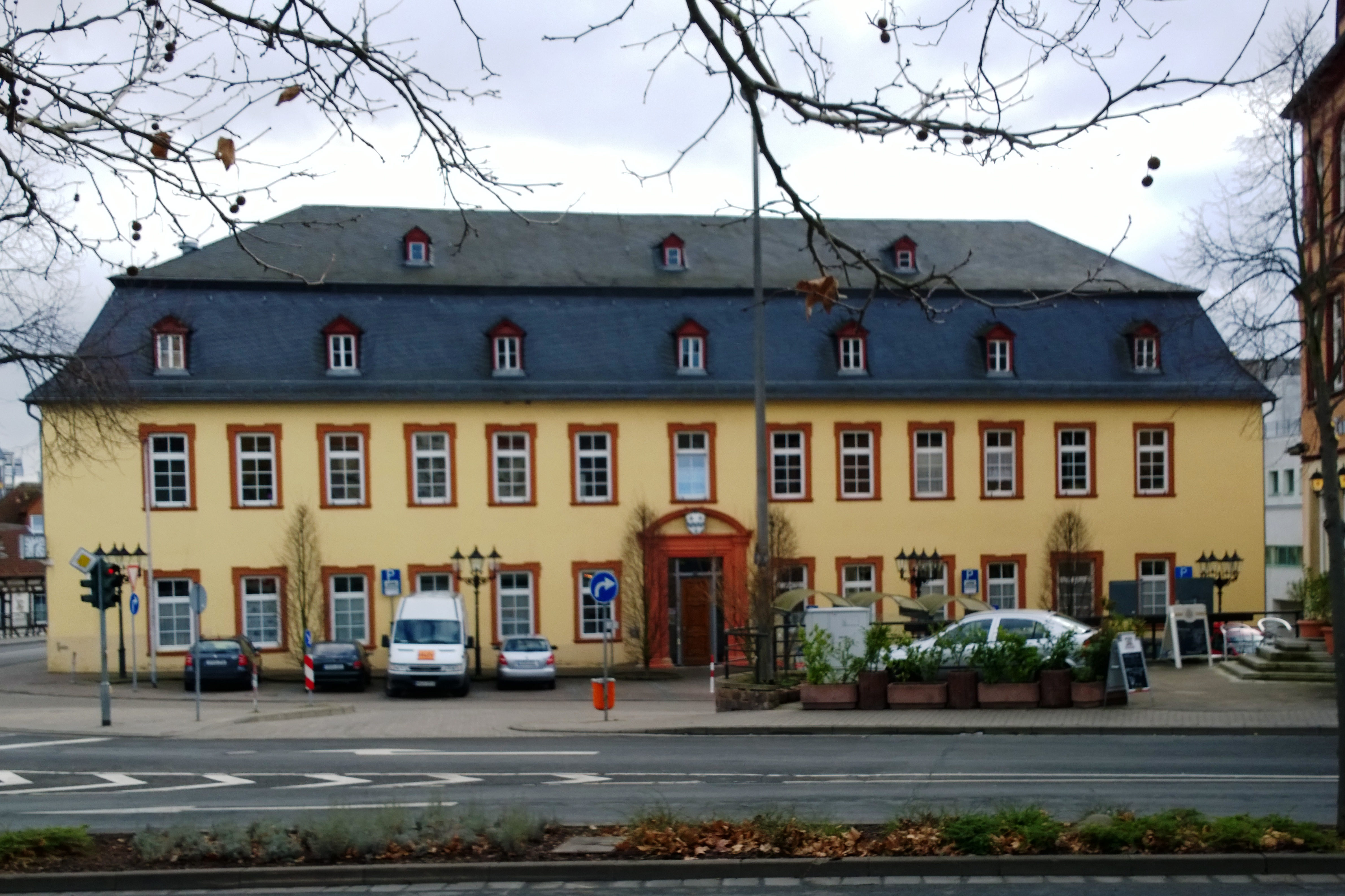
Hundheimer Hof (heute Stadthaus) in Bad Kreuznach, ab 1715 von Philipp Karl von Hundheim erbaut

### Philipp Karl von Hundheim und weitere Geschwister
Philipp Karl von Hundheim († 1737) war ein Bruder von Lothar Friedrich. Er diente als Obrist im Spanischen Erbfolgekrieg und folgte seinem Bruder von etwa 1711 bis 1720/21 als Oberamtmann von Kreuznach nach. 1713 wurde er Kämmerer und Geheimer Rat der Kurpfalz.
Eine Schwester Johanna Gertrud von Hundtheim war (⚭ vor 1714) mit dem kurpfälzischen Generalmajor Johann Georg von Buchwitz und Buchau († 1739) verheiratet. Die Schwester Marie Agnes von Hundheim (* um 1680; † nach 1756) war mit dem Generalmajor und kurpfälzischen Heidelberger Stadtkommandanten Johann Hermann von Freudenberg († 1738) verheiratet, der 1716 das Hundheimische Lehen in Zuzenhausen erwarb und dort Schloss Agnestal errichtete. Beider Tochter Anna Maria (Marianne) von Freudenberg († nach 1758) heiratete 1727 Joseph Anton von Mariot d. J. (* um 1707; † 1757) zu Langenau und Geisenheim, Oberamtmann von Mosbach, gegen den später seine Schwiegermutter prozessierte.
1686 wurden die „Gebrüder Hontheim“ aus Neckarsteinach in Speyer tonsuriert; bei ihnen dürfte es sich um nahe Verwandte Lothar Friedrichs gehandelt haben.

## Besitzungen
Die von Lothar Friedrich von Hundheim und seiner Witwe erworbenen Besitzungen liegen heute in vier Bundesländern:
Hessen
Heutiger Ortsteil von Frankfurt am Main
- Ehemaliges von Hundheim’sches Freigut in Nieder-Erlenbach, Alt Erlenbach 24, zuvor Besitz der Herren von Hattstein[65]

Heutiger Main-Taunus-Kreis
- Erblehen in Hattersheim am Main[66]

Heutiger Landkreis Bergstraße
- Hornbach (heute Ortsteil von Birkenau (Odenwald))
- Kreidach (heute Ortsteil von Wald-Michelbach)
- Neckarsteinach (ab 1728 Pfandbesitz der Witwe)

Baden-Württemberg
Heutiger Rhein-Neckar-Kreis
- Ilvesheim
- Lützelsachsen (heute Stadtteil von Weinheim)
- Botzheimsche Güter und Pflastermühle in Ladenburg
- Vormals Nippenburgsches Lehen in Zuzenhausen (Lehen des Bistums Speyer),[67] heute Schloss Agnestal oder Seehälde
- Erblehen in der Gemarkung Heddesheim[68]

Heutige kreisfreie Stadt Mannheim
- Herrenschäferei in Seckenheim (heute Stadtteil von Mannheim); das Lehen wurde 1743 eingezogen
- Gut Straßenheim (heute im Stadtbezirk Mannheim-Wallstadt)
- Hof IV, Quadrat A 3

Rheinland-Pfalz
Heutige kreisfreie Stadt Ludwigshafen am Rhein
- Edigheim, hälftig (heute im Stadtteil Ludwigshafen-Oppau)

Heutige kreisfreie Stadt Frankenthal (Pfalz)
- Eppstein (heute Stadtteil von Frankenthal)

Heutiger Landkreis Alzey-Worms
- Äcker und Wingerte in Offstein
- Gefälle in Freimersheim und Biebelnheim

Heutiger Landkreis Mainz-Bingen
- Gefälle in Dexheim

Heutiger Kreis Ahrweiler
- Gelsdorf mit Schloss Gelsdorf (heute Ortsbezirk der Gemeinde Grafschaft)
- Kurtenbusch bei Tomberg (heute Ortsgemeinde Berg bei Ahrweiler, Straßenname Kurtenbusch), Lehen der Grafschaft Schleiden

Nordrhein-Westfalen
Heutiger Rhein-Sieg-Kreis
- Zehnter auf dem Beienbruch zwischen Tomberg und Ipplendorf (heute Stadt Rheinbach, Straßenname Beienbruch), Lehen der Grafschaft Schleiden
- Ipplendorf (heute Ortsteil von Wormersdorf)

Heutige Stadt Düsseldorf
- Hondheimsches Palais
- Gut Bruchhausen bei Hubbelrath[69]

## Wappen

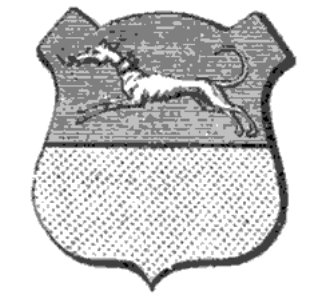
Wappen der Familie von Hundheim

Blasonierung: In einem quergeteilten Schild oben ein springendes Windspiel mit goldenem Halsband in Blau, unten ein leeres goldenes Feld.
Dem kurtrierischen und fürstbischöflich speyerischen Rat Johann Wolfgang Hontheim (1588–1641), Amtmann zu Dagstuhl – Lothar Friedrichs Großvater – wurde 1622 und 1627 in Wien von Kaiser Ferdinand II. dieses Wappen bestätigt und der Adelsstand mit dem Prädikat „von“ verliehen.

## Auszeichnungen
- 1708 Hubertusorden
- (vor 1710) Komtur in Waldeck

## Darstellung in der Kunst
- (verschollen) Der flämische Bildhauer Gabriel de Grupello (1644–1730) fertigte eine Tonskulptur von Lothar Friedrich von Hundheim an[71]